# Aname collinsorum
Aname collinsorum är en spindelart som beskrevs av Raven 1985. Aname collinsorum ingår i släktet Aname och familjen Nemesiidae.
Artens utbredningsområde är Queensland. Inga underarter finns listade i Catalogue of Life.